# Janakis Matsis
Janakis Matsis, gr. Γιαννάκης Μάτσης (ur. 24 października 1933 w Palechori Morfu) – cypryjski polityk, prawnik, eurodeputowany VI kadencji.

## Życiorys
Był aktywnym członkiem Cypryjskiej Organizacji Wyzwolenia Narodowego (EOKA). Po uzyskaniu niepodległości w 1960 został deputowanym do cypryjskiego parlamentu, kilkakrotnie uzyskiwał reelekcję. Był wśród założycieli Zgromadzenia Demokratycznego, pełnił m.in. funkcję przewodniczącego tego ugrupowania (1993–1997).
W wyborach w 2004 jako kandydat prawicowej koalicji Do Europy uzyskał mandat posła do Parlamentu Europejskiego. Należał do grupy chadeckiej oraz Komisji Rozwoju Regionalnego. W PE zasiadał do 2009.